# Kaposvár
Kaposvár (výslovnost: kapošvár) (německy Kopisch, Ruppertsberg, Ruppertsburg, turecky Kapoşvar) je město v Maďarsku, leží v župě Somogy. Žije zde přibližně 59 tisíc obyvatel. Sídlí zde diecéze Římskokatolické církve. Patří k nejmenším městům s župním právem v zemi.

## Poloha a přírodní poměry
Kaposvár se nachází v jižní části země, ve vzdálenosti cca 160 km jihozápadně od Budapešti. Leží na březích řeky Kapos, která ním protéká západo-východním směrem, na samém severním okraji vrchoviny Zselic. Místními bývá občas parafrázován výrok o založení Říma s tím, že Kaposvár leží na sedmi pahorcích. Severovýchodně od města se nachází Deseda, nejdelší umělé jezero v Maďarsku s délkou 8 km. Rozkládá se severně od Kaposváru, v jeho blízkosti je také arboretum. Břehy jezera lemují turistické trasy.
Jezero Balaton (Blatenské jezero) se nachází cca 45-50 km severně od Kaposváru. Dalším větším městem poblíž je Pécs (45 km na jihovýchod) a chorvatská metropole Záhřeb, která leží 150 km od Kaposváru na západ.

## Název
Název města je maďarského původu. Je složen ze dvou slov, a to kapu (brána) a vár (hrad). Původně označoval název Hrad s branami). Dle názorů historiků mělo město ve středověku velký počet vstupních bran. Historicky se v německém jazyce objevují také názvy Ruppertsberg nebo Kopisch. První z nich byl přejat i do slovinštiny. Naopak chorvatština a z historického kontextu také turečtina používají fonetický přepis maďarského názvu.

## Historie

### Nejstarší dějiny
Podle starodávné legendy byl Kaposvár založen, stejně jako Řím, na sedmi pahorcích. Byl osídlen již v 5. tisíciletí př. n. l., kolem roku 500 př. n. l. se sem nastěhovali Keltové. V období antiky se oblasti Keltové a později Římané spíše vyhýbali, neboť se okolo města nacházelo značné množství močálů a bažin. V době příchodu Maďarů do Karpatské kotliny zde již žili slovanští (a jiní) kolonisté. První písemná zmínka o Kaposváru pochází z roku 1009.
Město v dnešním slova smyslu tu je poprvé doloženo z roku 1009, z raných dob křesťanských Uher. Zaznamenáno je pod latinský názvem Copus. O nedlouho později byl založen klášter v dnešním Kaposszentjakabu (dnes součást města). Již v těchto dobách zde existoval také hrad, který však až do 15. století nebyl z kamene. Měl čtyřúhelníkový půdorys. Postaven byl nejspíše z rozhodnutí tehdejšího panovníka Bély IV. posílit obranu území po tatarském vpádu ve 13. století. Středověké město se postupně rozvíjelo především díky řece, která sloužila kromě zdroje vody také jako obchodní tepna. Zároveň ale Kaposvár často ohrožovaly různé povodně.
Jak začali Turci pronikat do oblasti na začátku 16. století, začal růst význam města především díky jeho opevnění. Stahovali se sem také uprchlíci z jižní části Uher, kteří se nových pánů obávali, nebo byli vyhnáni. V roce 1543 byl hrad přestavěn a zmodernizován. Osmanští Turci se Kaposváru zmocnili v roce 1555 (po pětidenním obléhání). Turecká nadvláda zde trvala až do roku 1686.

### Moderní doba

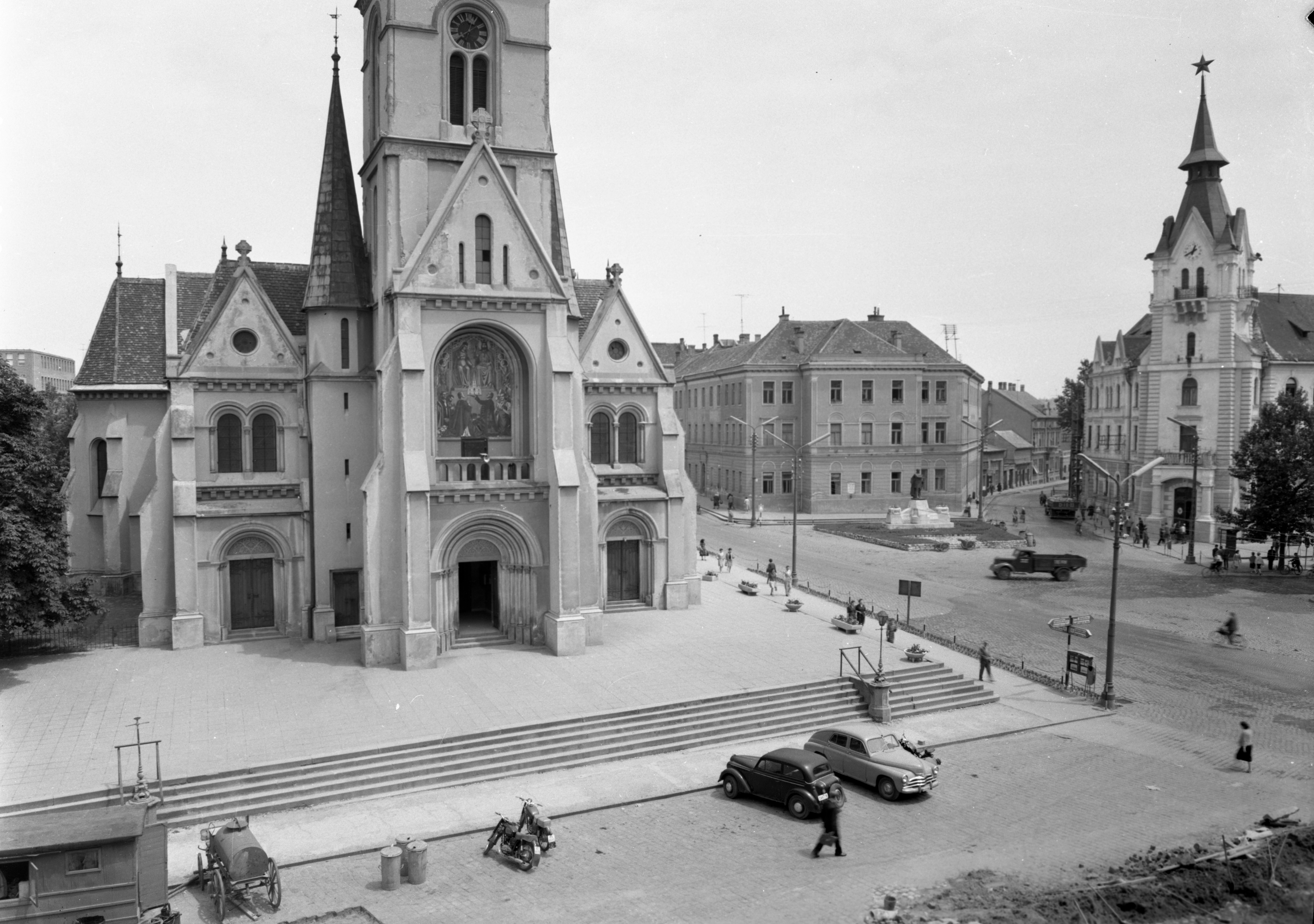
Střed města v roce 1962.

Od roku 1690 bylo město ve vlastnictví rodu Esterházyů. Na příkaz rakouského císaře Leopolda I. byl hrad roku 1702 zbořen. Turecké panování jej nechalo značně poškozený. Poslední pozůstatky hradu byly odstraněny v roce 1931. Ve 21. století zůstaly k vidění z něj pouze zbytky dvou bastionů, na povrchu je i jihovýchodní bastion a jihozápadní obdélná nárožní věž. Ještě na mapách prvního vojenského mapování je patrný ostroh, na kterém ostrov stál.
V roce 1703 získalo město právo pořádat trhy a v polovině 18. století se stalo také hlavním městěm své správní jednotky, tedy župy. Díky tomu se tak počet obyvatel začal značně navyšovat. V roce 1715 zde poprvé zasedal sněm somoďské župy. Trend rychlého růstu pokračoval až zhruba do roku 1780. V roce 1800 tak žilo v Kaposváru okolo 3000 lidí, o sto let později to bylo již osmnáct tisíc. Rozvoj města se dále urychlil po otevření železnice mezi Záhřebem a Budapeští v roce 1872. Tu později doplnily i regionální tratě, které umožnily hospodářsky pozvednout i okolní venkov. V letech 1908 až 1930 byl v Kaposváru v provozu pivovar.
Na počátku 19. století bylo otevřeno tzv. malé gymnázium, předchůdce dnešní střední školy Mihályho Tancsicse. V roce 1866 zde začaly vycházet první noviny. Město se rozrostlo také i jižně přes řeku Kapos, kde byla zbudována nová čtvrť Donner, která nesla název podle Jánose Donnera, místního pivovarníka.
V polovině století bylo také upraveno koryto říčky Kapos a vysušen místní močál. Říčka byla svedena do umělého koryta.
Do města byla zavedena elektřina a realizováno bylo i telefonní spojení přes město Pécs. Vodovodní řad byl zrealizován ještě před začátkem 20. století. Na počátku 20. století se zástavba města začala rozšiřovat jižně od budovy místního nádraží. Severně od města se nacházel výcvikový prostor pro rakousko-uherskou armádu.

### 20. a 21. století
První noviny (Somogyi hírlap) začaly v Kaposváru vycházet v roce 1904, ve stejném roce byla postavena nová radniční budova. První divadlo odehrálo svoji premiéru v září 1911. Postaven zde byl také poštovní úřad a založena první továrna na výrobu mýdla v Uhersku.
Po zmatcích, které probíhaly po skončení první světové války v novém Maďarsku se zmenšeným územím požádal Kaposvár o finanční pomoc. Obdržel však od nové maďarské vlády pouze 2/3 slíbených prostředků. Kromě několika nových budov se v období až do druhé světové války rozvíjela iniciativa za ozelenění města, resp. za vysázení květin. Byly také vydlážděny ulice, které byly do té doby prašné. Ocenění za vzornou květinovou výzdobu získalo město v roce 1929. V meziválečném období ve městě působili někteří maďarští umělci, např. József Rippl-Rónai, Endre Ady, István Fekete a Aurél Bernáth.
Během první světové války nedošlo v Kaposváru k větším válečným škodám. 
Po první světové válce zde však po rychlému nástupu komunistického režimu došlo k znárodňování některých podniků. Po stabilizaci poměrů nicméně v Kaposváru, stejně jako ve zbytku celého Maďarska, došlo k hospodářské stagnaci. Kaposvár byl rovněž i posádkový městem; nacházely se zde některé jednotky maďarské armády. V březnu 1944 město obsadily německé jednotky, později potom na konci války i sovětské. Rudá armáda dosáhla města po Batinské operaci. Poté se vrátili místní Židé; z zhruba šesti tisíc jich přežilo holocaust jen dvě stě. Později většina z nich emigrovala do Izraele.
Po druhé světové válce zde komunistická policie provedla brutální akce.
Během roku 1956 zde byly oběti protisovětského povstání.

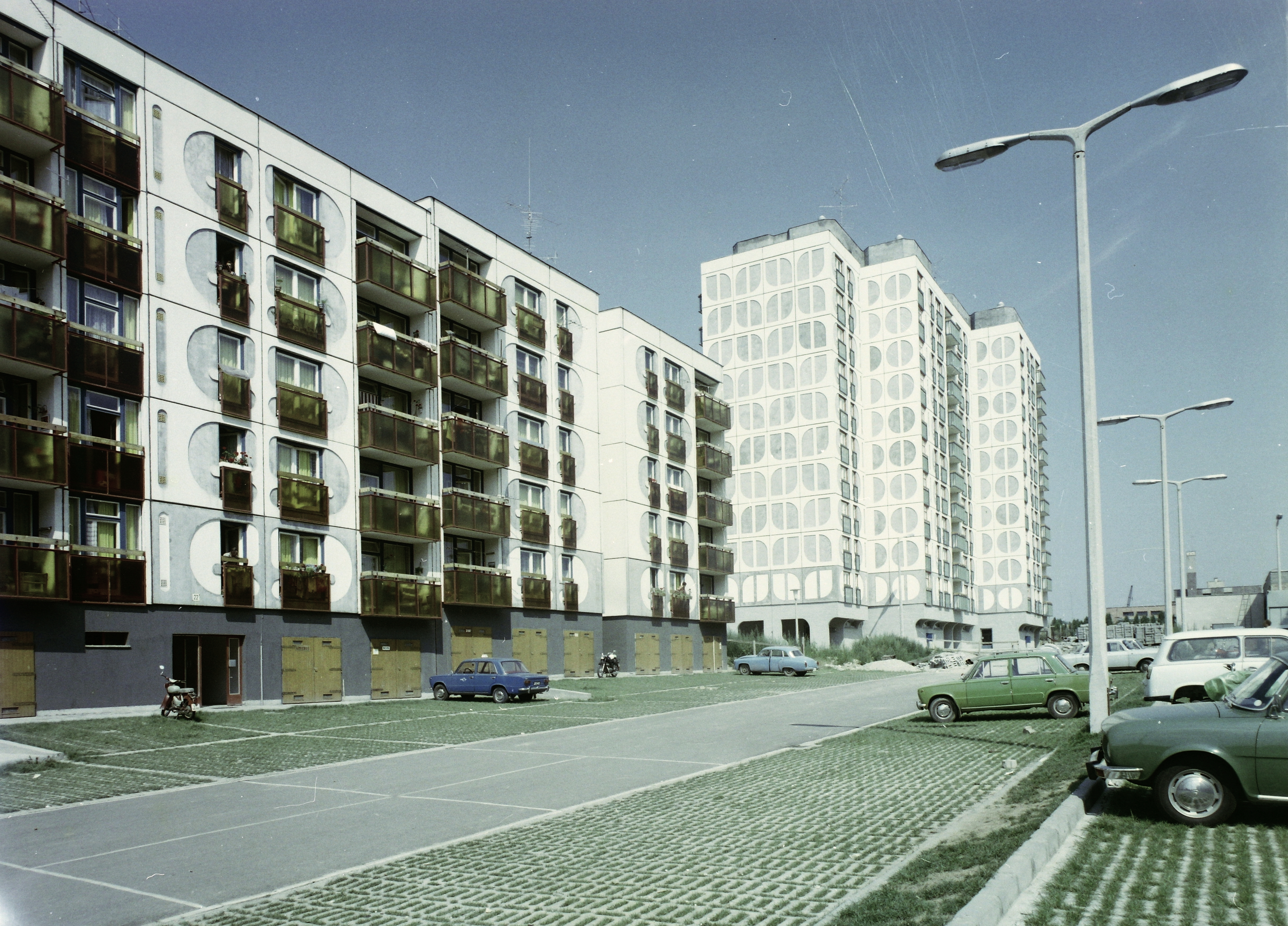
Výstavba panelových domů.

Ve 20. století si již rozvoj města vynutil připojování dalších obcí, jako Kaposfüred, Toponér, Töröcske a Kaposszentjakab. Připojovány byly postupně od roku 1950 až do 70. let. Největší populační boom města nastal v 60. a 70. letech, kdy počet obyvatel překročil metu 50 tisíc osob. Lidé se nastěhovali do nových sídlišť, ale také i do nových domů.
Ekonomická transformace nebyla ve městě snadná. Ještě v roce 2012 měl Kaposvár třetí největší počet osob bez domova.
Od roku 2000 má město i vlastní univerzitu, která vznikla sloučením několika místních vzdělávacích institucí. V roce 2003 bylo místní hlavní náměstí – Kossuthovo náměstí – komplexně přestavěno a v roce 2017 bylo zvoleno nejkrásnějším náměstí v Evropě.[zdroj?] Od roku 2005 má město také vlastní kamerový systém, který byl zprovozněn pod titulem "nejbezpečnějšího města" v Maďarsku. Přestavěny byly také i mnohé domy v historickém jádru města, obnoveno místní nádraží a okresní nemocnice. Původní tržnice z 60. let 20. století byla obnovena v roce 2011. Bývalá kasárna na severním okraji města byla přebudována do podoby logistického areálu. V prostoru bývalého hradu byl vybudován park (maďarsky Várpark, hradní park), který připomíná dávnou existenci stavby. Město je dnes považováno v Maďarsku za město univerzitní, signifikantní je rovněž i množství květin a záhonů v jeho ulicích.

## Obyvatelstvo

### Struktura obyvatelstva
V roce 2011 se v celomaďarském sčítání lidu přihlásilo 85 % obyvatel k maďarské národnosti, 0,2 % uvedlo chorvatskou národnost, cca 2 % obyvatel se deklarovalo jako Romové. 1,1 % obyvatel uvedla německou národnost. 
Od roku 1980 počet obyvatel města setrvale klesá. Z rekordních 72 tisíc lidí poklesl až na 59 tisíc v roce 2021. Obyvatelstvo také stárne; zatímco podíl obyvatel ve věku do 15 lt zde činí 12,7 %, téměř čtvrtina Kaposváranů je starší 65 let věku.

### Náboženské poměry
Jako náboženské vyznání uvedlo 44,8 % Římskokatolickou církev. Zastoupeny jsou i nekatolické církve pro Maďarsko tradiční. 5010 obyvatel se přihlásilo k reformované církvi, 1441 osob k evangelické. Pravoslavné a ortodoxní křesťanství vyznávají zástupci především národnostních menšin. K židovství se přihlásila necelá padesátka lidí.

## Ekonomika

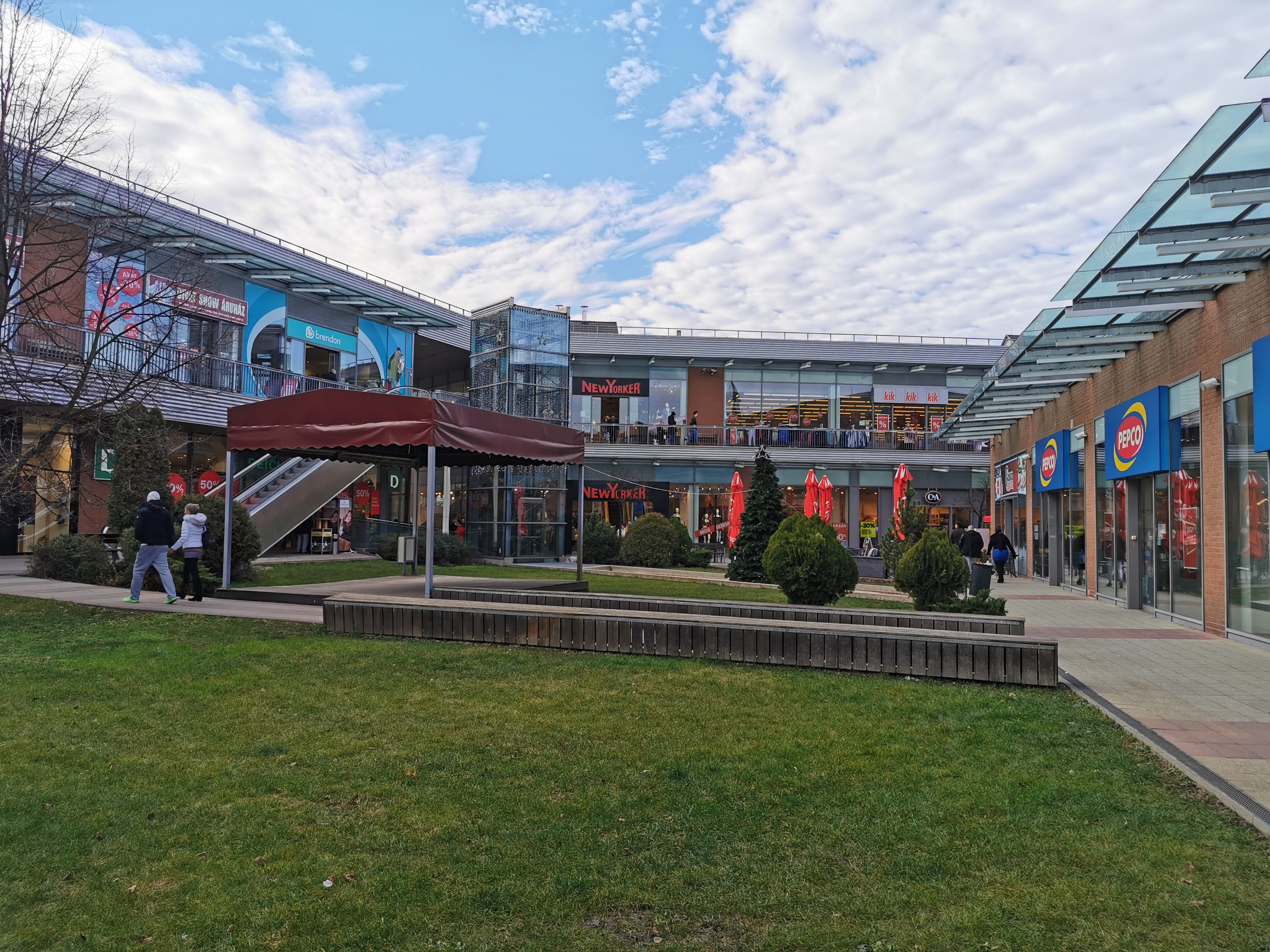
Obchodní centrum v Kaposváru.

V Kaposváru sídlí rakouská společnost Wolf System, dále potom maďarská firma KITE a turecký textilní závod Metyx. Maďarská společnost Videoton zde i nadále provozuje[zdroj?] závod dceřiné společnosti[zdroj?] s názvem Videoton Elektro-Plast. Průmyslová zóna je umístěna na východě města v lokalitě Tüskevár. Upravují se zde rovněž i obrněná vozidla.
V roce 2021 zde čínská společnost China National Machinery Import and Export Corporation otevřela jednu z největších solárních elektráren v Maďarsku. O dva roky později zde byla také tureckým investorem budována továrna na obaly ve východní průmyslové zóně.
Řada tradičních odvětví průmyslu v Kaposváru zanikla. Pivovar skončil se svoji činností během Velké hospodářské krize na přelomu 20. a 30. let 20. století. Místní cukrovar zanikl v 90. letech 20. století téměř po stoletém působení. Dříve se zde vyráběly také kované výrobky pro potřeby průmyslu a zemědělské náčiní; továrnu založil úspěšný podnikatel, který se zpočátku věnoval kopání studní. 
V roce 2018 dosahovala nezaměstnanost v Kaposváru celkem 3,4 % práceschopného obyvatelstva.

## Parky a veřejná zeleň
Berzsényiho park vznikl na severu centra města, dnes zde stojí také památník Trianonu a roku 1956. Doplňuje jej rovněž i hudební pavilon. Park se také nachází v prostoru bývalého hradu a v oblasti dnes zregulovaného koryta potoka stojí městské sady (maďarsky Városliget).

## Kultura

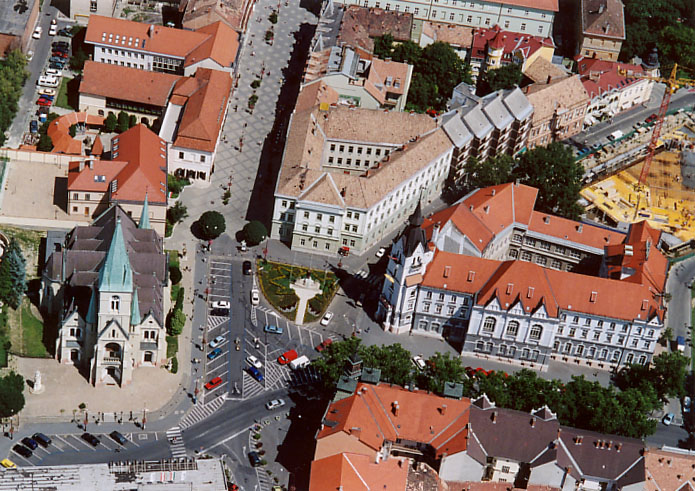
Letecký pohled na město.

### Kulturní instituce
Mezi kulturní instituce, které se v Kaposváru nacházejí, patří např. Divadlo Csiky Gergelyho. Město má také svůj dům kultury (maďarsky Szivárvány Kultúrpalota). Nachází se tu také Muzeum Rippl-Rónaie (maďarského malíře) a jeho rodný dům, potom také sportovní muzeum župy Somogy. 
Město je spojeno s několika malíři: s již zmíněnými Ripplem-Rónaiem, dále Aurélem Bernáthem a Jánosem Vaszarym.
Ve městě sídlí župní knihovna, která byla zřízena v roce 1952.

### Pamětihodnosti
Mezi hlavní pamětihodnosti Kaposváru patří:
- Budova radnice
- Bývalý župní dům z roku 1820.[14]
- Kaposvárská katedrála v pseudogotickém stylu, postavená roku 1702.[16] Doprovází ji socha sv. Jana Nepomuckého.
- kostel svatého Kříže na druhé straně řeky Kapos.
- Justiční palác (maďarsky Igazságügyi palota) z roku 1907.
- Dorottyův dům z 18. století
- Ankerův dům (maďarsky Anker-ház) na hlavním náměstí v secesním stylu.
- Kemeny palota v centru města na Hlavní třídě.

V nedaleké vesnici Szenna se nachází muzeum pod širým nebem, resp. skanzen lidové architektury.[zdroj?]
Řada zajímavých staveb se nachází na jižním okraji města, mezi ně patří např. pozůstatky kláštera v Zselicszentjakabu, kaštel Ropolyi a další. Oblíbeným výletním cílem místních je Zselici Csillagpark.

### Kulturní akce
Pravidelně se zde koná kulturní festival s názvem Kaposfest. a malířský festival v měsíci květnu.

## Doprava

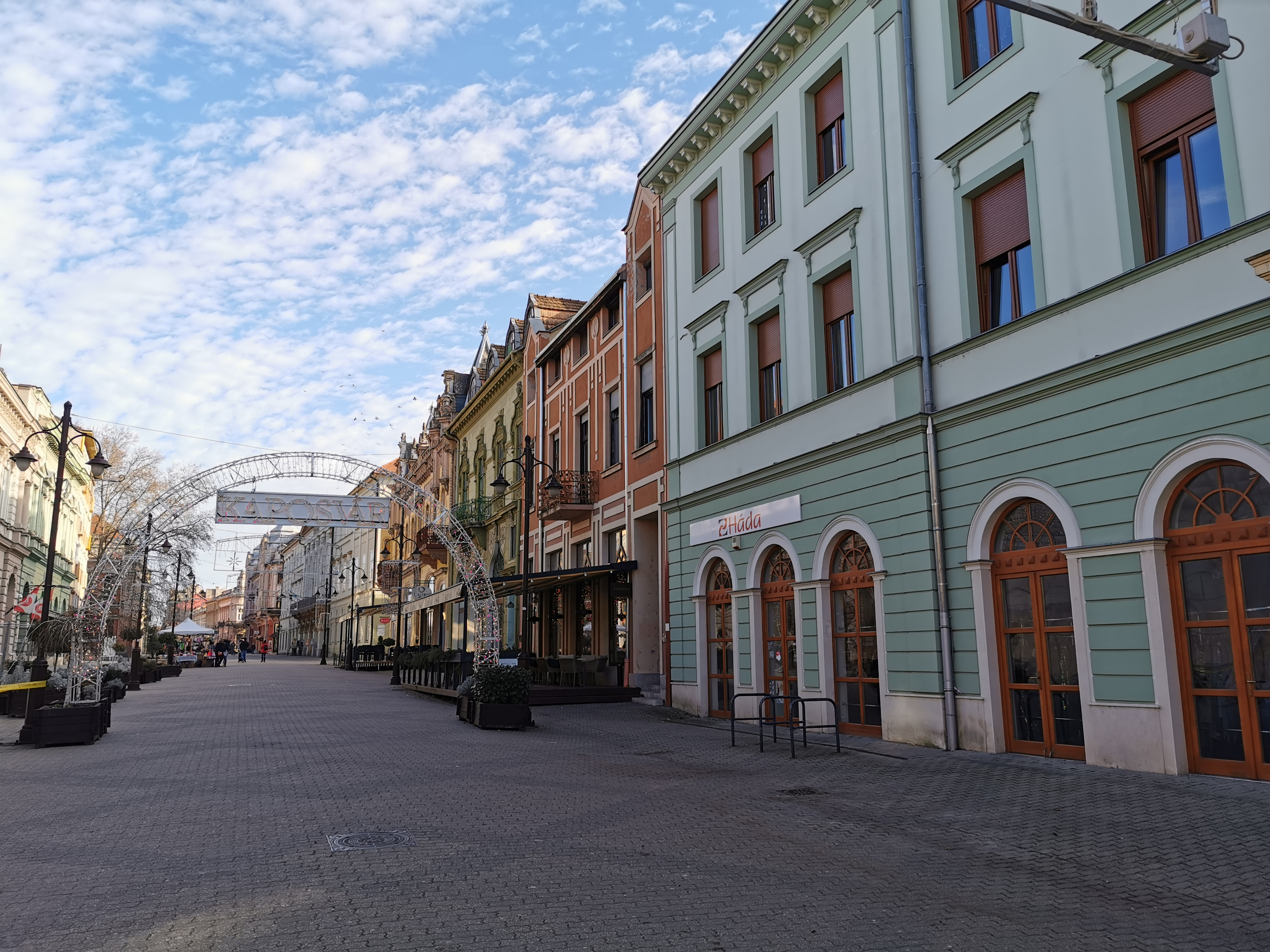
Hlavní ulice v Kaposváru.

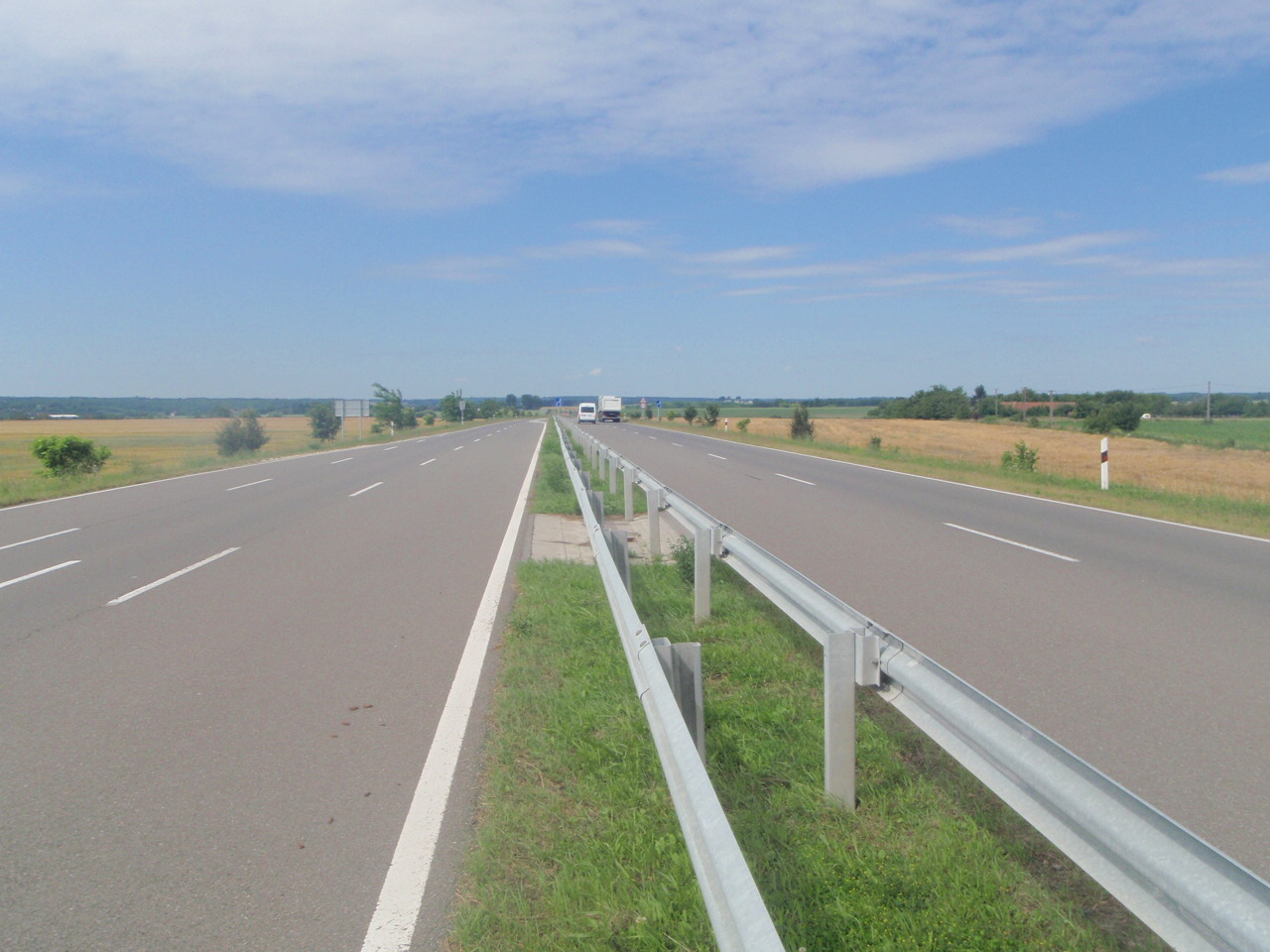
Obchvat města.

### Silniční
Severně od města prochází dálnice M61, která je dokončená nicméně pouze v krátkém úseku, tvořícím severní obchvat města. Jeho doplnění o další čtyřproudé silnice začalo zahájením stavebních prací po roce 2017. Západní část obchvatu má podobu pouze dvouproudové silnice
V severo-jižním směru prochází přes Kaposvár silnice č. 67 (od Balatonu k Szigetváru). Městem prochází průtahem v podobě tranzitní silnice (ul. Berszeny Dániel utca). Ve směru východo-západním je to silnice č. 61 z Nagykanizse do Dombóváru. Do Szigetváru má výhledově vést rychlostní silnice. Mohla by sem být také zavedena dálnice M9.

### Železniční
Město je rovněž napojeno na maďarskou železniční síť, nachází se na trati Székesfehérvár – Gyékényes. Má jedno hlavní nádraží, které je umístěno přímo v historickém jádru města, na břehu řeky Kapos a poblíž hlavního náměstí. Potom tu stojí ještě železniční zastávka Kapostüskevár. Samostatné nákladové nádraží bylo vybudováno ve východní části města vedle průmyslových zón pro významnou železniční nákladní dopravu.
Z města vedou celkem čtyři železniční trati, v minulosti byly uzavřeny trať Kaposvár – Barcs a trať Kaposvár – Szigetvár.

### Městská
V Kaposváru je v provozu městská autobusová doprava, která je zajištěna městskou společností. Provozováno je cca okolo 30 linek. V roce 2022 byly pro potřeby městské dopravy dodány elektrické autobusy.
V roce 2015 byl ve městě zaveden systém bikesharingu, který byl ve své době v Maďarsku jedinečný, neboť jako první tehdy používal elektrokola.

### Letecká
Pět kilometrů od Kaposváru se nachází letiště Kaposújlak, které má zpevněnou runway o délce 620 m a zatravněnou dráhu o délce 1200 m. Obě jsou dnes převážně využívány pro sportovní účely. Z letiště jsou k dispozici také vyhlídkové lety.[zdroj?] V 40. letech létaly do Kaposváru letadla státního dopravce Malév.

## Školství
Kaposvár je školní město. Působí zde 20 základních škol a stejný počet škol středních s celkem 20 000 žáky. Místní katolické gymnázium sídlí v budově bývalého kláštera z roku 1872. 
Kromě státních a městem provozovaných vzdělávacích institucí existují i soukromé, nadační a církevní, dále umělecké, sportovní a jazykové školy. Od roku 2000 sídlí v Kaposváru univerzita (maďarsky Kaposvári egyetem). Fakulta zdravotnických věd Univerzity v Pécsi navíc ve městě provozuje školicí středisko.

## Sport

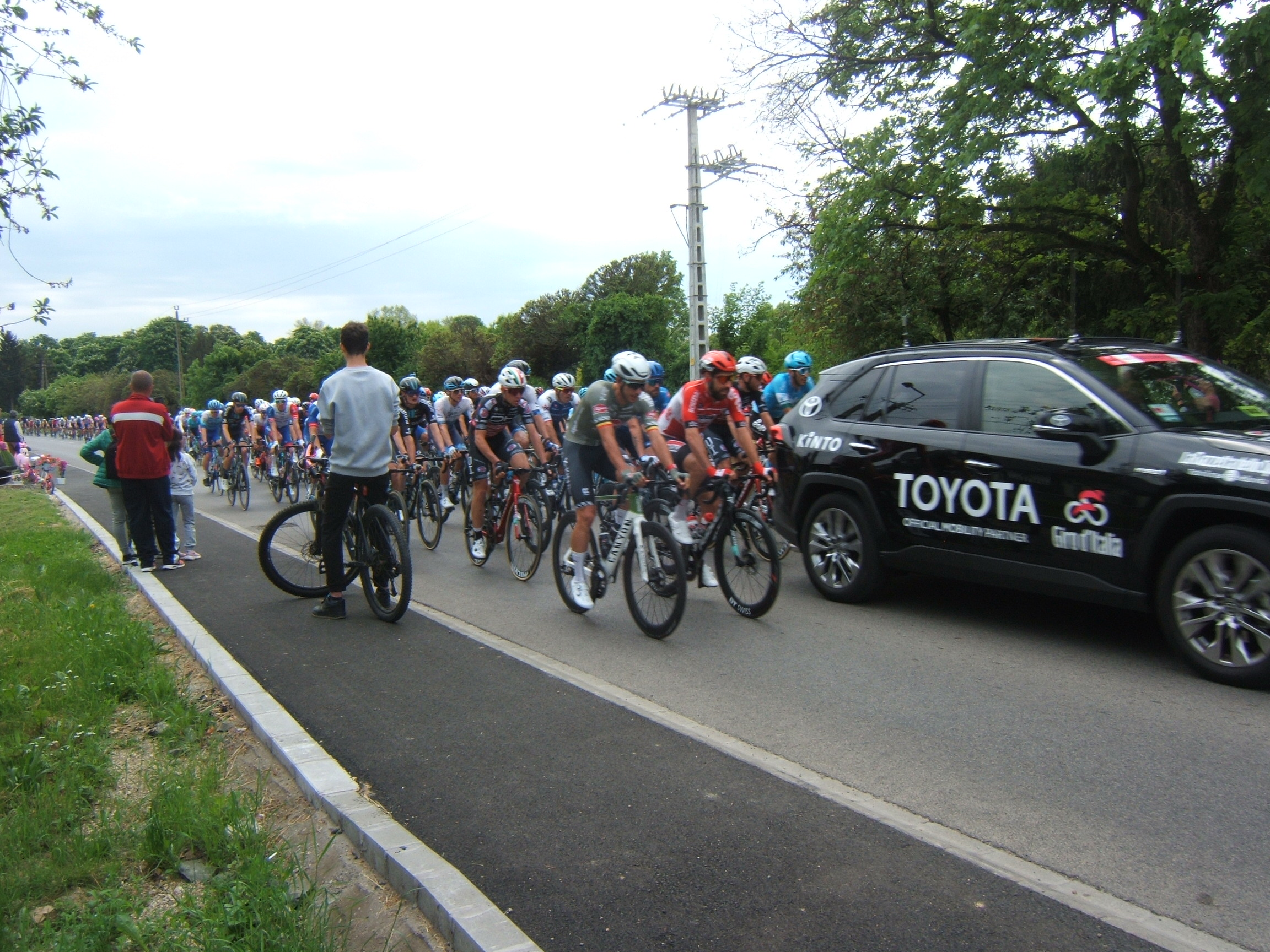
Giro d'Italia v Kaposváru.

V Kaposváru sídlí fotbalový tým Kaposvári Rákóczi FC. Má vlastní stadion, který stojí nedaleko areálu cukrovaru ve východní části města. 
Tradičně je zastoupeným sportem také jezdectví. V okolí města se nachází řada stájí v Kaposváru se pravidelně pořádají jezdecké soutěže. Největší jezdecká škola v zemi funguje při Pannonské jezdecké akademii Univerzity v Kaposváru. 
Největší sportovní zařízení ve městě je zmíněný Rákócziho stadion, který je také domovem pro místní fotbalový tým. V severní části města ještě existuje sportovní areál, jehož součástí je Kaposvár aréna (krytá hala), atletický stadion, menší fotbalová hřiště a krytá víceúčelová hala. Stojí tam také stadion pro lední hokej.
V roce 2022 odstartovala z Kaposváru třetí etapa světoznámého cyklistického závodu Giro d'Italia.
V Kaposváru také existují lázně s akvaparkem (Virágfürdő).

## Zdravotnictví
V Kaposváru se nachází nemocnice regionální významu. V historické budově nemocnice z roku 1846 dnes sídlí IT centrum. Současná budova nemocnice byla obnovena po roce 2006.

## Významné osobnosti
- Moritz Kaposi (1837–1902), lékař
- József Rippl-Rónai (1861–1927), malíř
- János Vaszary (1867–1939), malíř
- Imre Nagy (1896–1958), maďarský politik, premiér
- István Kemény (1925–2008), sociolog
- Zoltán Czibor (1929–1997), fotbalista
- Péter Gróf (* 1956), archeolog
- Béla Faragó (* 1961), skladatel
- Tibor Berta (1966) vojenský kaplan
- Robert Koch (* 1976), volejbalista
- Róbert Waltner (* 1977), fotbalista
- Yonderboi (* 1980), hudebník
- Tamás Ascher, (1949), režisér

## Partnerská města
- Darchan, Mongolsko (1973)
- Bath, Spojené království (1989)
- Schio, Itálie (1990)
- Miercurea Ciuc, Rumunsko (1990)
- Glinde, Německo (1990)
- Rauma, Finsko (1991)
- Villach, Rakousko (1991)
- Tver, Rusko (1995)
- Koprivnica, Chorvatsko (1995)
- Saint-Sébastien-sur-Loire, Francie (2002)
- Mostar, Bosna a Hercegovina (2008)
- Üsküdar, Turecko (2013)
- Can Tho, Vietnam (2017)